# Ijoukak
Ijoukak (en àrab اجوكاك, Ijūkāk; en amazic ⵉⵊⵓⴽⴰⴽ) és una comuna rural de la província d'Al Haouz, a la regió de Marràqueix-Safi, al Marroc. Segons el cens de 2014 tenia una població total de 6.700 persones.